# Onna-musha

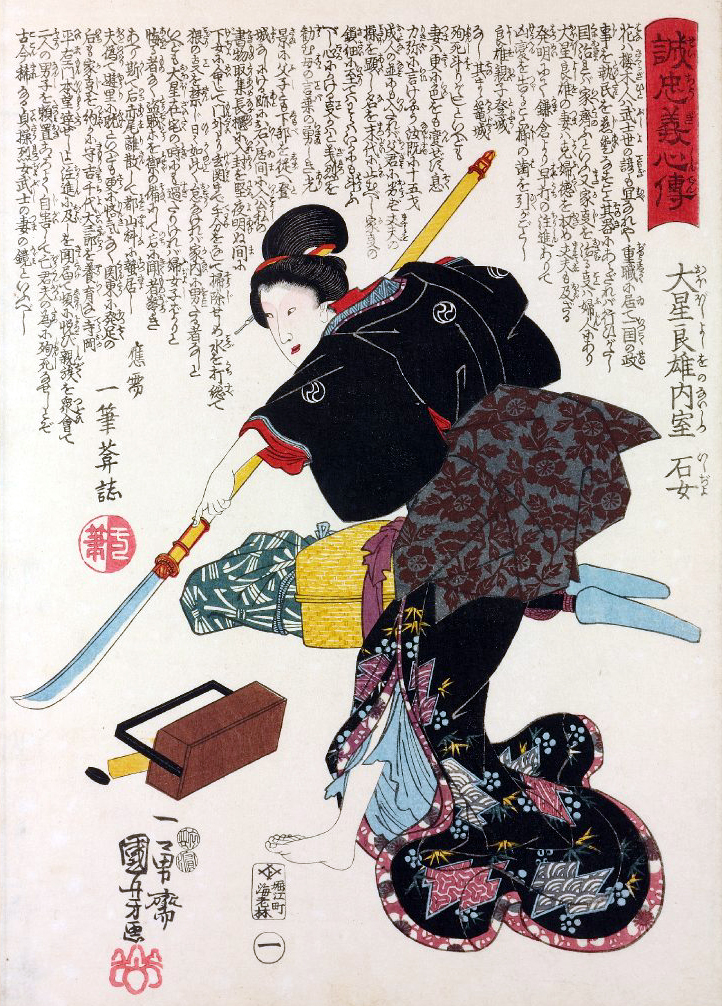
Ishi-jo schwingt eine Naginata, Bild von Utagawa Kuniyoshi

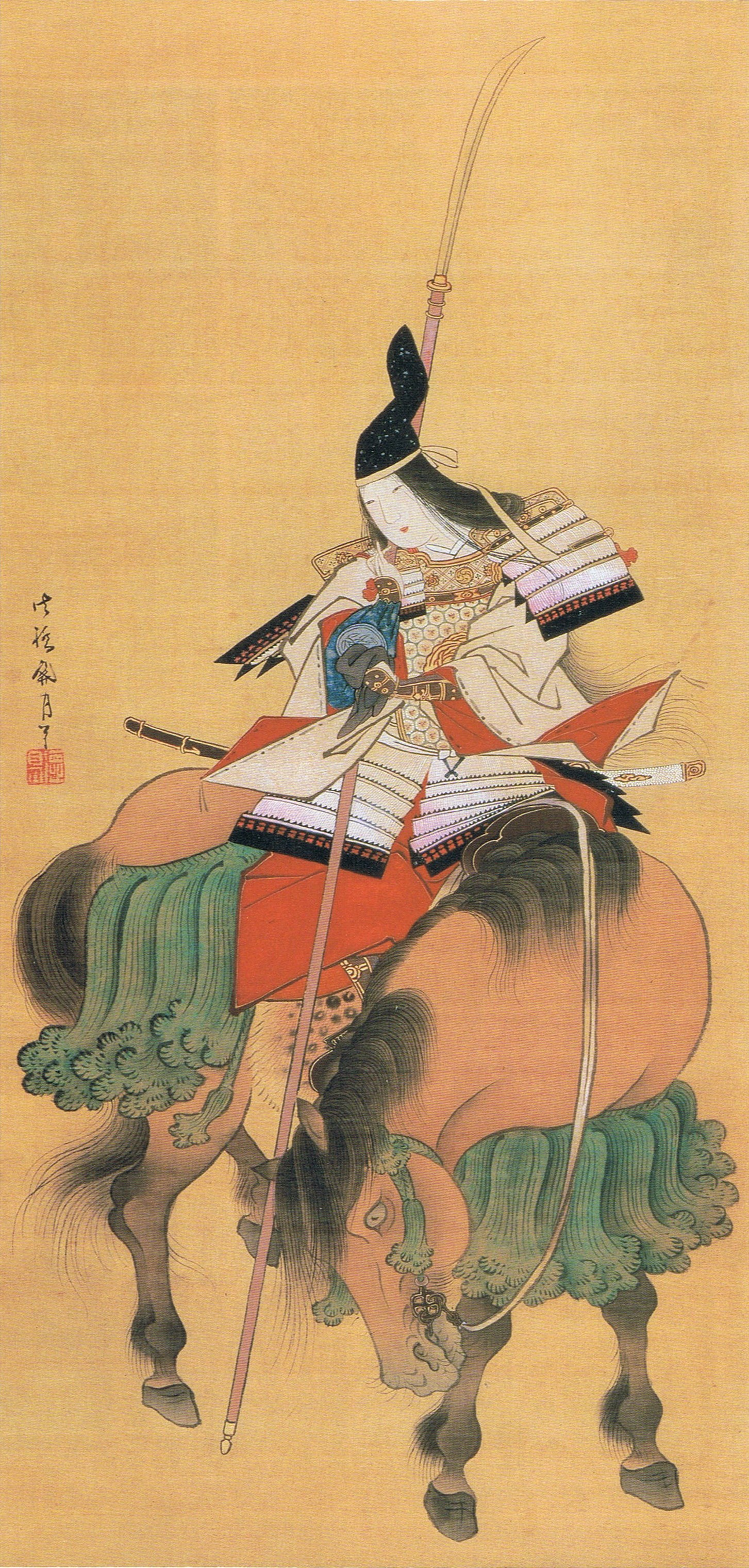
Tomoe Gozen zu Pferd und mit einer Naginata bewaffnet

Onna-musha (japanisch 女武者 / On'na musha / wörtlich: Frau-Krieger) ist eine Bezeichnung für Kriegerinnen im „prä-modernen“ Japan (also vor der Meiji-Periode). Sie kämpften Seite an Seite mit den unter der Bezeichnung Samurai bekannten Männern. Im feudalen Japan wurden sie als Mitglieder des Kriegerstandes („Bushi“) anerkannt und waren im Gebrauch von Waffen geschult, um ihre Familie, ihren Haushalt und ihre Ehre in Kriegszeiten verteidigen zu können. Sie finden sich auch in der japanischen Literatur wieder, zum Beispiel mit Tomoe Gozen und Hangaku Gozen als berühmte und einflussreiche Vertreterinnen der Onna-musha.
Sie dienten auch als sogenannte Besshikime (別式女, lit. „Frauen anderer Art“), die als Leibwächterinnen in den Harems und Residenzen die Ehefrauen und Konkubinen des Daimyō und der Clanführer bewachten.

## Die Kamakura-Periode (1187–1333)

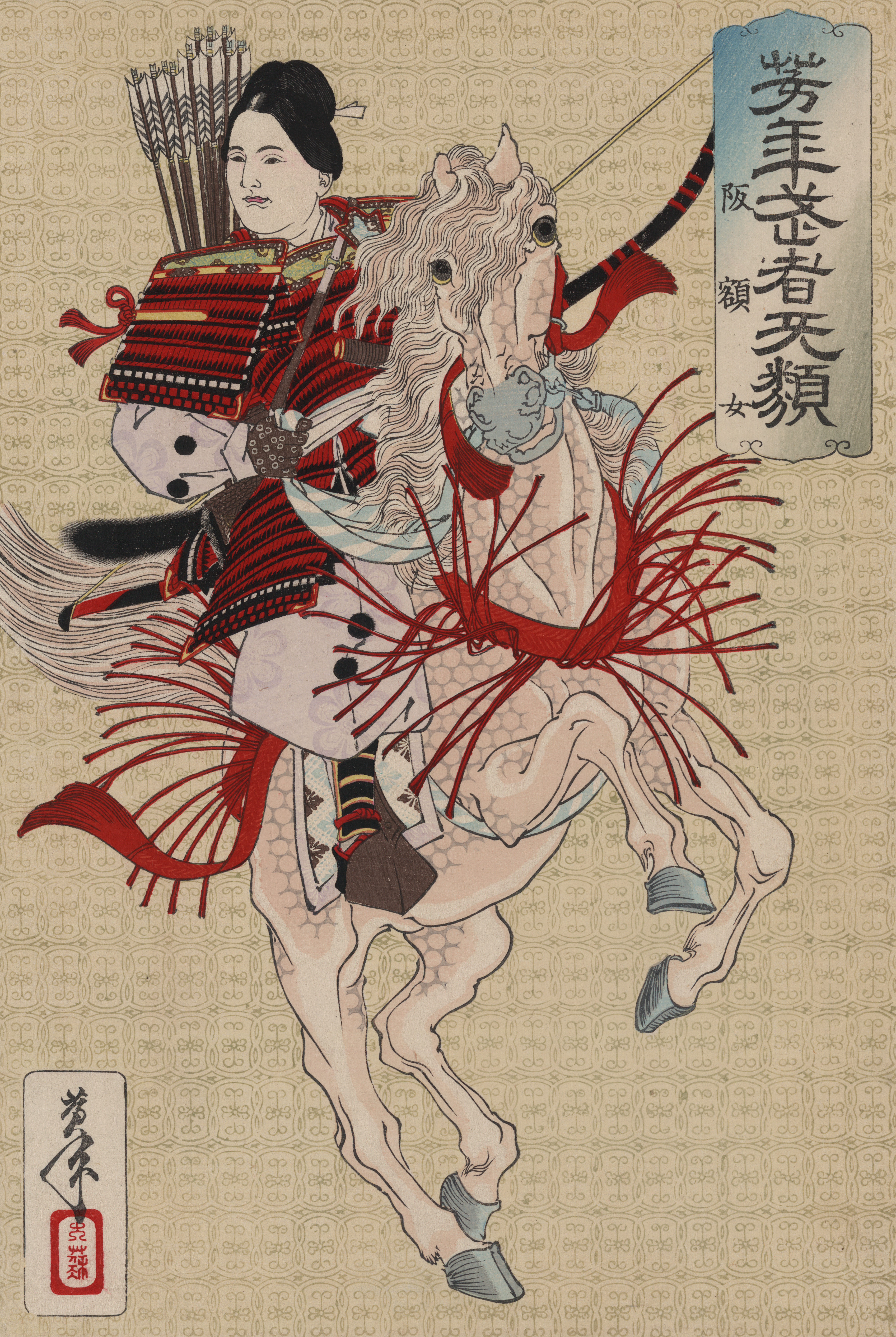
Hangaku Gozen

Der Genpei-Krieg (1180–1185) war die Auseinandersetzung zwischen den Adelsgeschlechtern der Taira (Heike) und Minamoto (Genji), zwei sehr prominenten japanischen Clans der späten Heian-Periode.
In dem Epos Heike Monogatari aus dem frühen 13. Jahrhundert wurden die Geschichten mutiger und aufopferungsvoller Samurai beschrieben. Unter ihnen war Tomoe Gozen (deutsch etwa: „Die Dame Tomoe“), sie diente Minamoto no Yoshinaka aus dem Minamoto-Clan. Sie half Yoshinaka dabei, sich gegen die Truppen seines Cousins Minamoto no Yoritomo zu verteidigen, insbesondere während der Schlacht von Awazu im Jahr 1184.
Im Heike Monogatari wurde sie beschrieben als:

„... besonders schön, mit weißer Haut, langen Haaren und anmutigen Gesichtszügen. Sie war auch eine bemerkenswert starke Bogenschützin, und als Schwertkämpferin war sie eine Kriegerin von tausend Werten, bereit, sich einem Dämon oder einem Gott zu stellen, beritten oder zu Fuß. Sie behandelte ungezähmte Pferde mit hervorragendem Geschick; Sie ritt unbeschadet gefährliche Abhänge hinunter. Wann immer eine Schlacht bevorstand, schickte Yoshinaka sie als seinen ersten Offizier hinaus, ausgerüstet mit einer starken Rüstung, einem übergroßen Schwert und einem mächtigen Bogen; und sie vollbrachte mehr tapfere Taten als jeder seiner anderen Krieger.“

Tomoe Gozen wurde nicht immer als historische Figur anerkannt. Sie hat jedoch durchaus die japanische Kampf-Kultur beeinflusst, einschließlich vieler traditioneller Naginata-Schulen. Ihr Auftreten in verschiedenen Kampfhandlungen spiegelte sich auch in der Kunst wider, wie in dem Nō-Theaterstück Tomoe und in verschiedenen Ukiyo-e.
Eine andere berühmte weibliche Akteurin des Genpei-Krieges war Hangaku Gozen. Während Tomoe Gozen eine Verbündete des Minamoto-Clans war, kämpfte Hangaku für den Taira-Clan. Die Existenz dieser beiden prominenten weiblichen Generäle zeigt, dass die Stellung der Frauen in dieser Zeit noch hochrangiger beziehungsweise „gleichberechtigter“ war als in den folgenden Perioden.
In früheren Zeiten waren Kaiserinnen auf dem japanischen Thron durchaus üblich (z. B. Suiko, Kōgyoku, Jitō, Gemmei); das änderte sich aber während der Meiji-Restauration. In der gesamten japanischen Geschichte regierten Frauen, obwohl sie im Allgemeinen nicht de jure Führer eines Samurai-Clans wurden, so führten sie doch de facto ihre Clans in mehreren Fällen.
Kanzler Tōin Kinkata (1291–1360) erwähnt in seinem Tagebuch Entairyaku (園太暦) eine „überwiegend weibliche Kavallerie“, jedoch ohne weitere Erklärung. Mit begrenzten Details kommt er zu dem Schluss: „Es gibt viele weibliche Kavalleristen.“ Da er feststellte, dass sie aus dem westlichen Teil Japans stammten, ist es möglich, dass Frauen aus diesen Regionen – weit entfernt von den großen Hauptstädten – eher in bewaffneten Auseinandersetzungen kämpften. Über Frauen, die Kavallerietruppen bildeten, wurde auch während der Sengoku-Zeit berichtet.

## Die Sengoku-Periode (1477–1573)

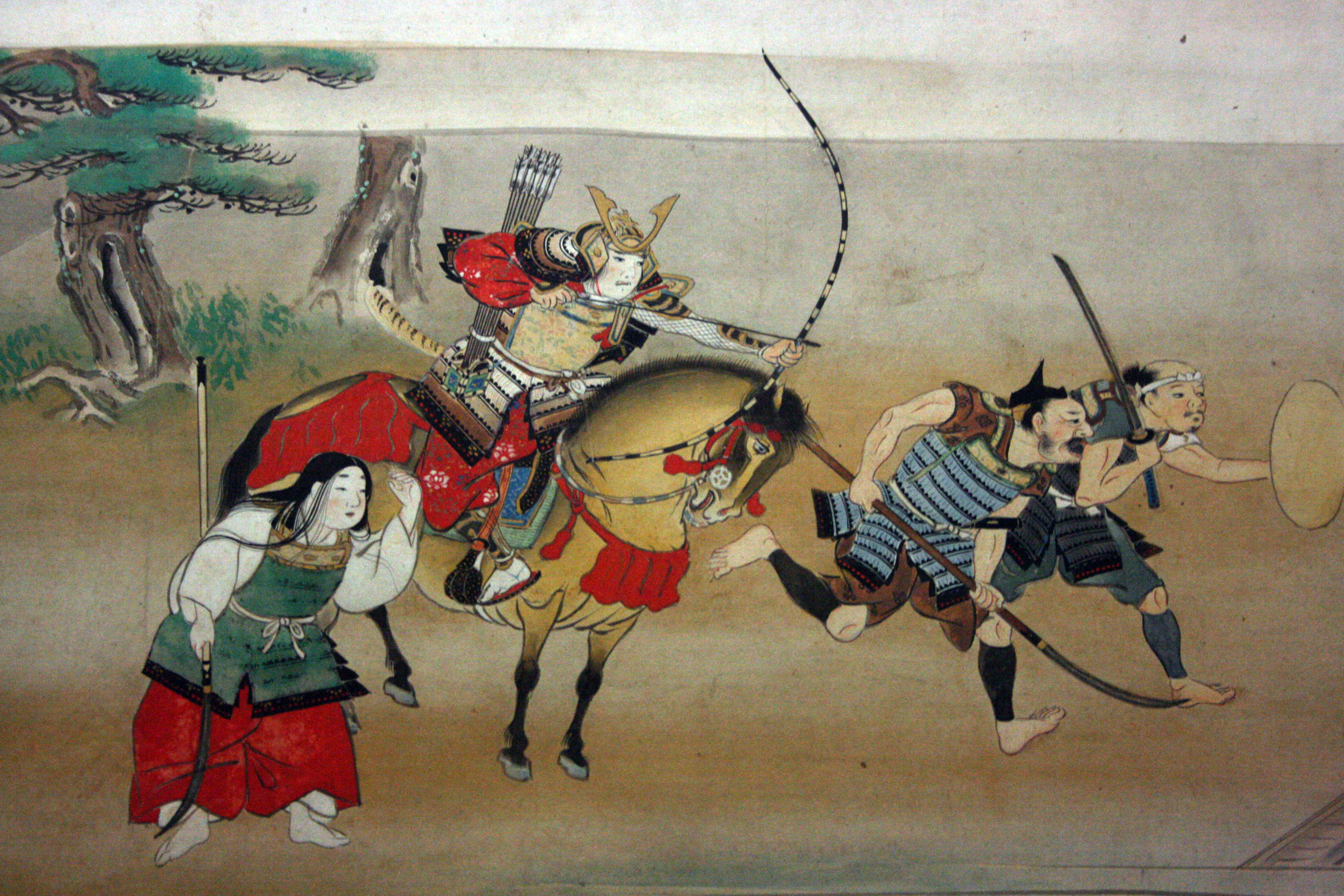
Frauen und Männer beim Nachtangriff auf Yoshitsunes Residenz in Horikawa, 16. Jahrhundert (Japan)

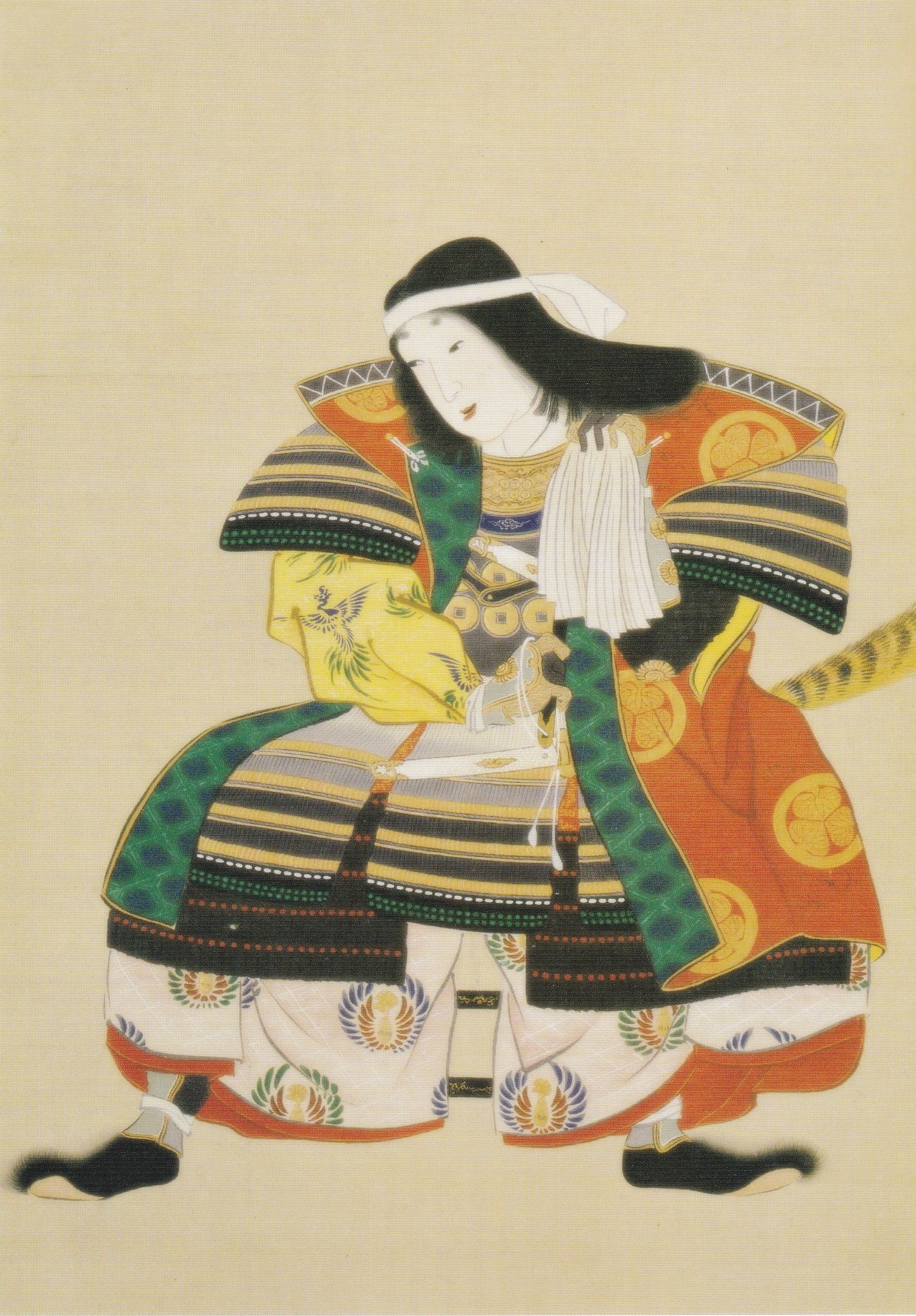
Der Überlieferung nach kämpfte Komatsuhime bei der Belagerung von Ueda und forderte Sanada Masayuki am Eingang der Burg Numata heraus.

Während des Ashikaga-Shogunats befand sich Japan aufgrund von Spannungen zwischen den Shogunat-Gefolgsleuten erneut im innerstaatlichen Krieg. Als der Shōgun Ashikaga Yoshimasa 1460 seine Position an seinen jüngeren Bruder Ashikaga Yoshimi abtrat, war Hino Tomiko (Yoshimasas Frau) entschieden gegen diesen Schritt. Tomiko suchte politische und militärische Unterstützung, um bis zur Geburt ihres Sohnes als Regentin an der Macht zu bleiben, und sicherte sich die Unterstützung von Yamana Sōzen und anderen Anführern mächtiger Samurai-Familien. Dann zog sie gegen Yoshimasa und seine Anhänger, insbesondere den Hosokawa-Clan, in den Krieg. Dieser Erbfolgestreit löste den Ōnin-Krieg (1467–1477) aus und führte zum Beginn der Sengoku-Zeit.
Während der Azuchi-Momoyama-Zeit, als mehrere Daimyō wegen Territorial-Streitigkeiten gegeneinander kämpften, gingen Frauen aus den edlen Clans, aber auch Frauen aus der bäuerlichen Bevölkerung, Mitglieder von Ikkō-ikki, Ikkō-shu, Saika Ikki und anderen Ikki-Sekten auf die Schlachtfelder. Als 1569 Ichikawa Tsuneyoshi, ein Gefolgsmann der Mori-Familie, wegen eines Feldzuges abwesend war, übernahm seine Frau Ichikawa no Tsubone mit ihren bewaffneten Hofdamen die Verantwortung für die Verteidigung der Burg Kōnomine. Angriffe auf die sogenannten Yamashiros (山城; Bergburgen), die charakteristischen Festungen der Daimyō, wurden oft von den zurückgebliebenen Frauen abgewehrt, bereit, das ultimative Opfer zu bringen, wenn die Burg fiel.
Frauen nahmen bis zur Einigung Japans unter Toyotomi Hideyoshi an Kämpfen teil. 1591 verteidigten mehrere Frauen die Burg Kunohe, selbst als sie in Flammen stand. Nach Hideyoshis Tod übernahm seine Konkubine Yodo-dono de facto die Führung des Toyotomi-Clans, und 1614 kämpften sie und ihr Sohn Hideyori gegen das aufsteigende Tokugawa-Shogunat. Als Tokugawa Ieyasu 1615 die Burg Ōsaka erneut angriff, begingen Yodo-dono und ihr Sohn in den Flammen der Burg von Osaka Selbstmord. Solch ein Selbstopfer war der letzte Akt der Loyalität einer Frau der Samurai-Kaste.

### Kulturelle Situation
Japanische Frauen wurden grundsätzlich dazu erzogen, Ehefrauen und Mütter zu werden. Obwohl die meisten Frauen der höheren Schichten Kenntnisse in Politik, Kampfkunst und Diplomatie hatten, durften sie die Clanführung nicht übernehmen. Es gab jedoch Ausnahmen. Ii Naotora übernahm nach dem Tod aller Männer des Clans die Familienführung; ihre Anstrengungen als Führerin machten ihren Clan unabhängig und sie wurde eine Daimyō. In ihren Familienverbänden gab es viele adlige Frauen mit großem politischem Einfluss, der sogar so weit ging, dass sie Anführerinnen wurden. Anschauliche Beispiele für Frauen, die als „onna daimyō“ (weibliche Fürsten) bekannt wurden, sind Jukei-ni und Toshoin. Beide Frauen waren lange Zeit Herrscherinnen ihrer jeweiligen Häuser, obwohl ihnen diese Stellung nach der Erbfolge nicht zukam.

### Belege für die Teilnahme von Frauen an Schlachten
Aus der Sengoku-Zeit gibt es mehrere Geschichten über Frauen, die aktiv auf dem Schlachtfeld kämpften: zum Beispiel die Berichte über Myōrin, die das Volk dazu brachte, gegen 3000 Shimazu-Soldaten zu kämpfen, oder Kaihime, die bei der Belagerung von Oshi (1590) gegen den Toyotomi-Clan kämpfte. Die Onna-musha Onamihime wurde stellvertretende Anführerin des Nikaidō-Clans und kämpfte in verschiedenen Schlachten gegen ihren Neffen Date Masamune. Beschrieben wird auch Akai Teruko, die bis zu ihrem 76. Lebensjahr kämpfte und als die „stärkste Frau in der Periode der kämpfenden Staaten“ bekannt wurde. Die Taten von Ōhōri Tsuruhime brachten ihr den Titel „japanische Jeanne d’Arc“ ein und machten sie zu einer der bekanntesten Onna-musha der japanischen Geschichte.
Im 16. Jahrhundert gab es Kampfeinheiten, die nur aus Frauen bestanden, wie im Fall von Ikeda Sen, die 200 weibliche Musketiere (Teppo-Einheit) in der Schlacht von Shizugatake und der Schlacht von Komaki-Nagakute anführte. Otazu no kata kämpfte an der Seite von 18 bewaffneten Mägden gegen die Truppen von Tokugawa Ieyasu. Ueno Tsuruhime führte 34 Frauen in einen Selbstmordangriff gegen die Mōri-Armee. Tachibana Ginchiyo, Anführerin des Tachibana-Clans, kämpfte mit ihren weiblichen Truppen während des Kyushu-Feldzugs (1586) und organisierte bei der Belagerung von Yanagawa (1600) einen von Nonnen gebildeten Widerstand gegen den Vormarsch der östlichen Armee.
1580 schloss sich eine Frau aus dem Bessho-Clan während der Belagerung von Miki einer Rebellion gegen Toyotomi Hideyoshi an. Ihr Ehemann Bessho Yoshichika war einer der Anführer der Rebellion, und sie spielte während der Belagerung eine Schlüsselrolle, indem sie sich mit dem Mori-Clan verbündete. Die Rebellion dauerte drei Jahre, bis Bessho Nagaharu die Burg an Hideyoshi übergab. Lady Bessho beging kurz darauf Selbstmord. 1582 startete Oda Nobunaga einen letzten Angriff auf den Takeda-Clan in einer Reihe von Schlachten, die als Schlachten von Tenmokuzan bekannt sind. Oda Nobutada (Sohn von Nobunaga) führte während der Belagerung der Burg Takato 50.000 Soldaten gegen 3.000 Takeda-Verbündete an. In den Chroniken des Oda-Clan wird beschrieben, dass während dieser Schlacht eine Frau des Suwa-Clans Nobutadas Streitkräften trotzte.

### Weibliche Ninja
In die Sengoku-Zeit fällt auch die Beschreibung weiblicher Ninja (Kunoichi). Ihr Training bestand aus Tai-Jutsu-, Kenjutsu- und Ninjutsu-Techniken. Ein historisch akzeptiertes Beispiel ist Mochizuki Chiyome, eine japanische Dichterin und Adlige aus dem 16. Jahrhundert, die vom Warlord Takeda Shingen beauftragt wurde, Frauen zu rekrutieren, um ein geheimes Netzwerk aus Hunderten von Kämpferinnen aufzubauen.

### Anzahl der Onna-musha
Es wird angenommen, dass viel mehr Frauen an Schlachten teilnahmen, als in historischen Aufzeichnungen dokumentiert ist. Beispielsweise ergaben DNA-Tests an 105 Leichen von Soldaten, die 1580 an der Schlacht von Senbon Matsubaru zwischen Takeda Katsuyori und Hojo Ujinao teilgenommen hatten und ausgegraben wurden, dass 35 von ihnen Frauen waren.
Der japanische Archäologe Suzuki Hiroatsu erklärt, dass Knochenfunde von Frauen oder Kindern an Stellen, wo es Burgbelagerungen gegeben hatte, nicht ungewöhnlich seien, da sie normalerweise an der Verteidigung teilgenommen hätten. Das Fehlen einer Burg am Schauplatz der Schlacht von Senbon Matsubaru führte ihn zu dem Schluss, „dass diese Frauen hierher kamen, um zu kämpfen und zu sterben“, und damit Teil der Armee gewesen sein können. Diesen Studien zufolge waren 30 % der außerhalb von Burgen entdeckten Leichen aus Schlachten Frauen. Ausgrabungen, die an anderen Schlachtfeldern in ganz Japan durchgeführt wurden, führten zu ähnlichen Ergebnisse. Laut dem Historiker Stephen Turnbull bestätigen die Details der Ausgrabungen, dass die Onna-musha mit Sicherheit auf diesen Schlachtfeldern vertreten waren.

## Die Edo-Periode (1603–1868) und die Zeit danach

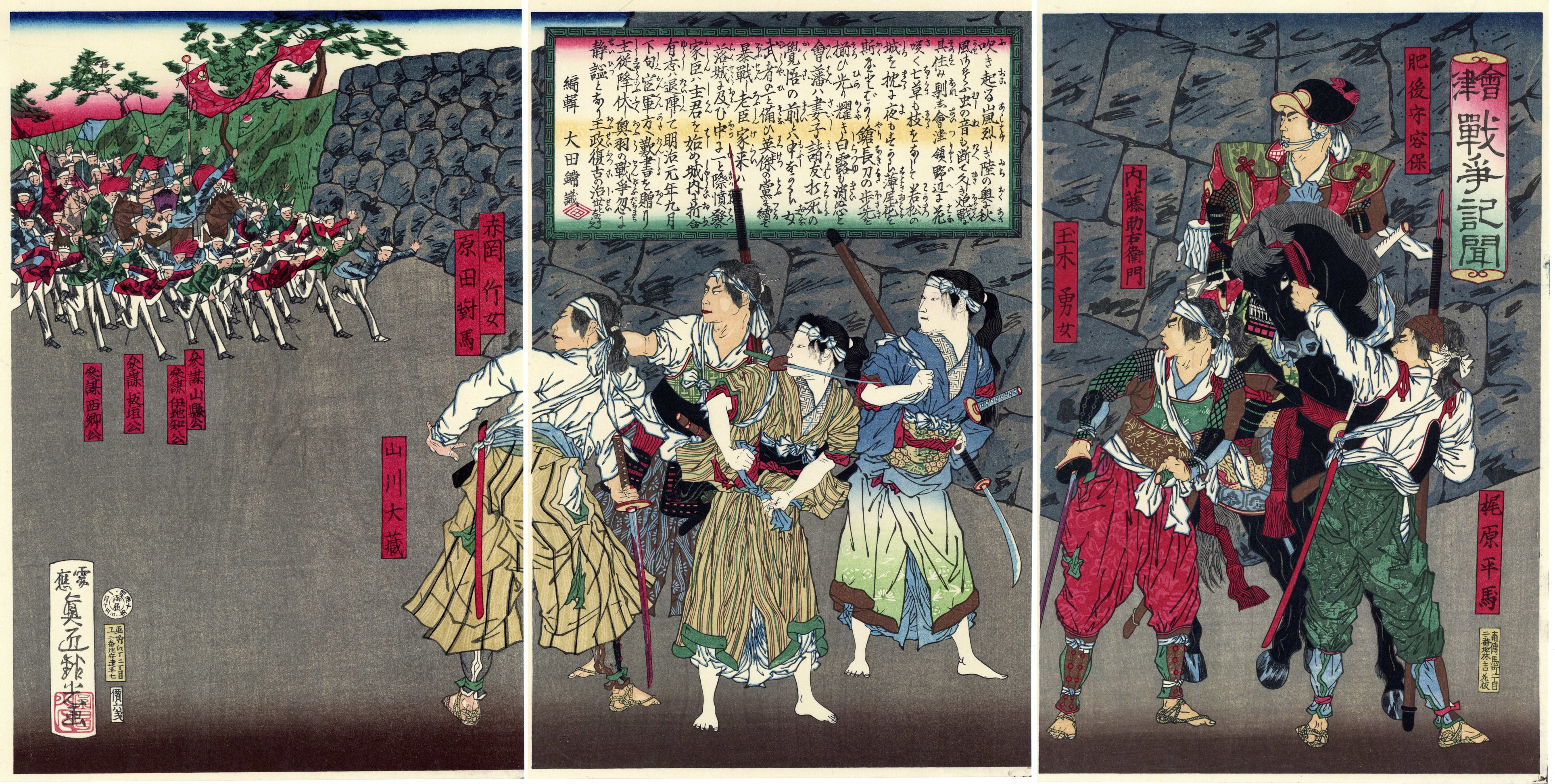
Onna-musha während der Schlacht von Aizu (Adachi Ginko 1877)

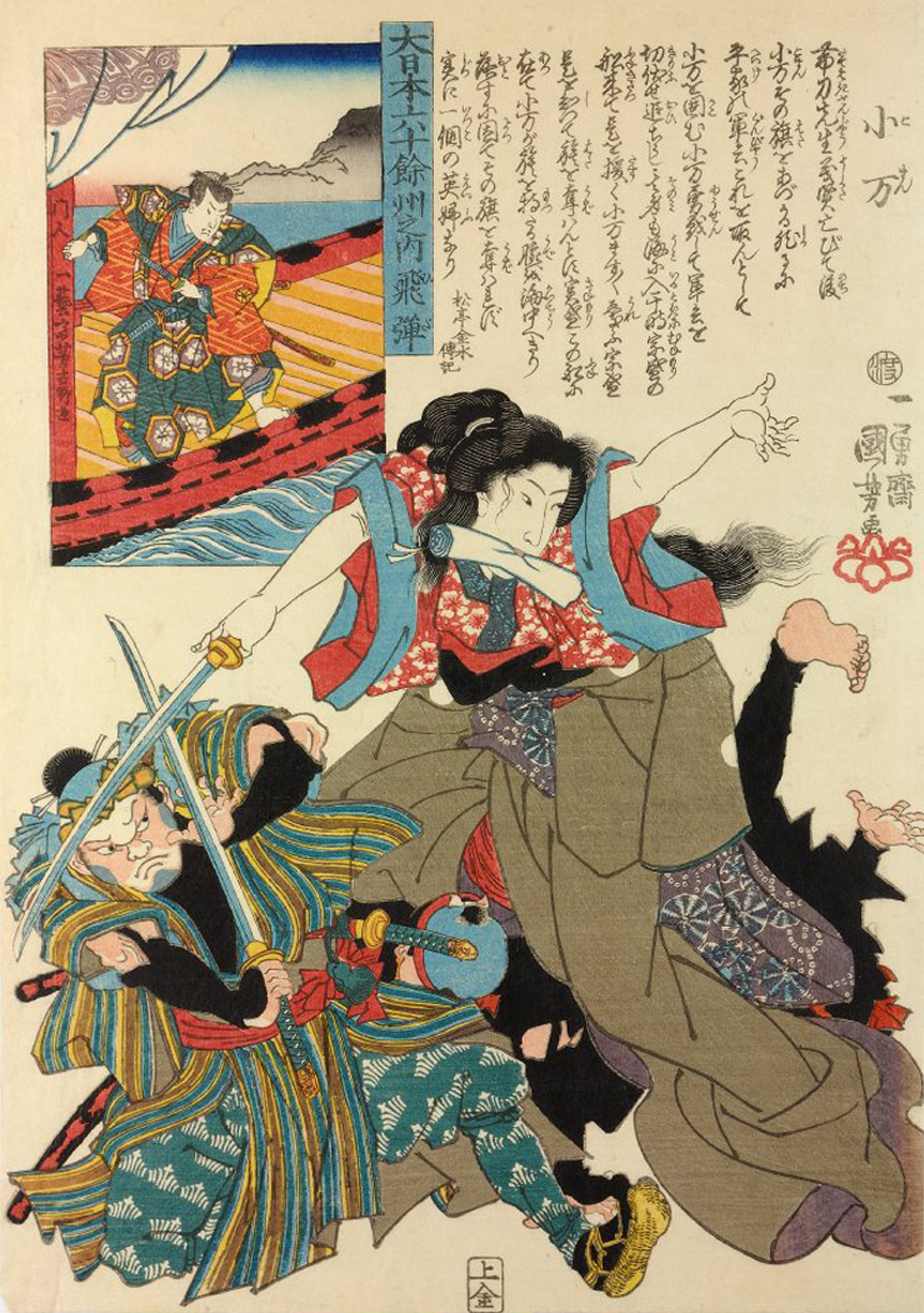
Kenjutsu praktizierende „Schwertfrau“ bei einem Duell

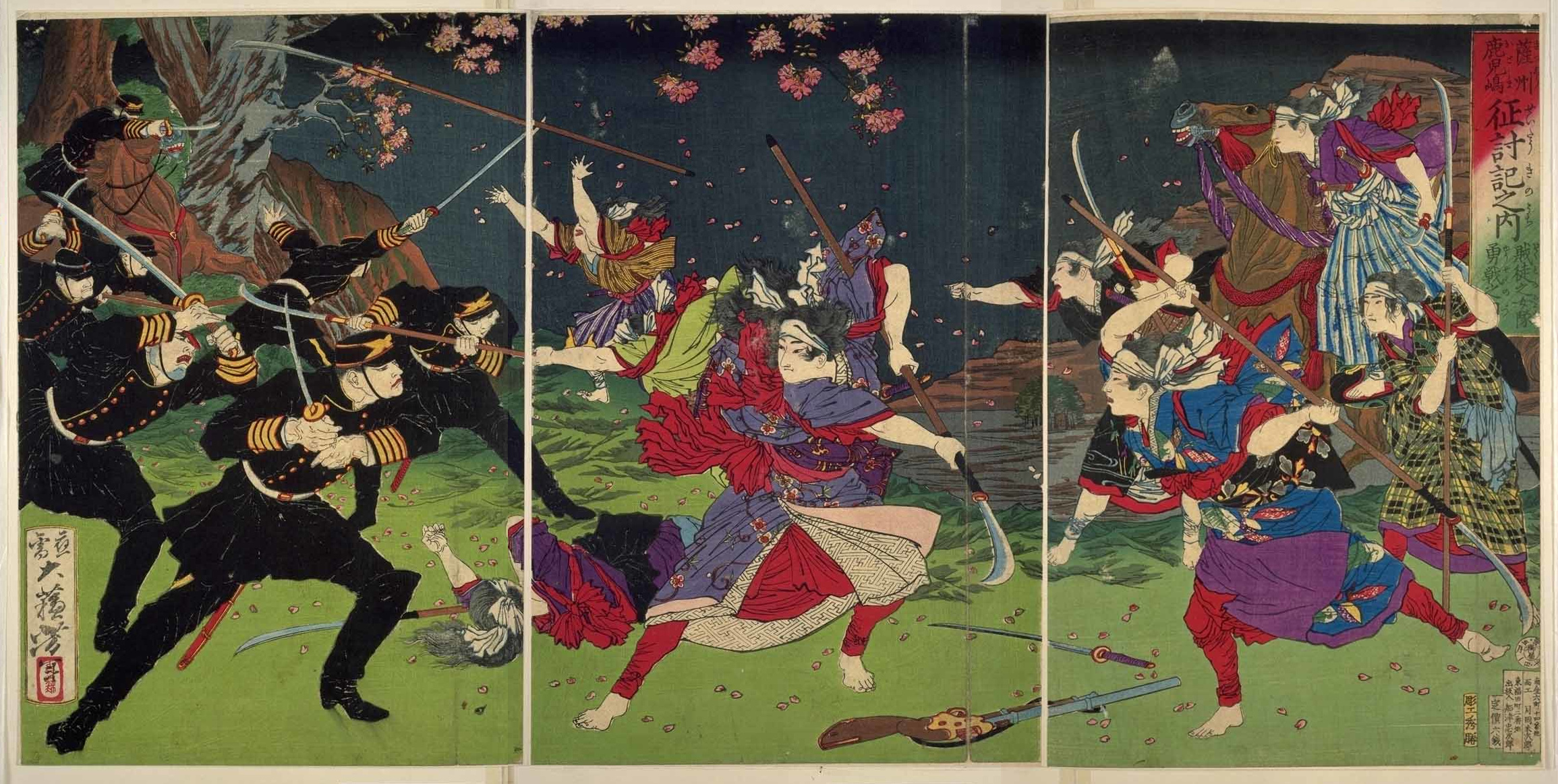
Frauen im Kampf gegen die kaiserliche Armee während der Unterwerfung von Kagoshima in Sasshu (Satsuma), von Yoshitoshi, 1877

Durch den Einfluss des Neokonfuzianismus in der Edo-Periode (1600–1868) nahm der Status der Onna-musha erheblich ab. Ihre Funktion änderte sich entsprechend der ihrer Ehemänner. Die Samurai sahen ihre Aufgabe nicht mehr in Schlachten und Krieg, sondern wurden zu Bürokraten. Frauen, insbesondere Töchter aus der Oberschicht, wurden bald zu „Schachfiguren“ und Statussymbolen im Kampf um Erfolg und Macht. Bushidō, das Selbstverständnis der Samurai, wich nach und nach einem stillen, passiven, zivilen Gehorsam. Das Reisen war während der Edo-Zeit für viele Samurai-Frauen aufgrund strenger Beschränkungen anstrengend und beunruhigend. Sie durften nicht allein reisen, sondern mussten immer von einem Mann begleitet werden. Darüber hinaus brauchten sie spezielle Genehmigungen, die ihre Geschäfte und ihre Motive begründeten. Oft wurden die Onna-musha von den Beamten an den Kontrollpunkten stark schikaniert.
Der Beginn des 17. Jahrhunderts markierte einen bedeutenden Wandel in der gesellschaftlichen Akzeptanz von Frauen in Japan. Viele Samurai betrachteten Frauen lediglich als Gebärende; eine kriegstaugliche Frau war nicht mehr vorstellbar. Die Beziehung zwischen einem Ehemann und seiner Ehefrau könnte mit der eines Fürsten und seines Vasallen verglichen werden. Laut dem US-amerikanischen Publizisten Ellis Amdur „schliefen Ehemänner und Ehefrauen üblicherweise nicht einmal zusammen. Der Ehemann besuchte seine Frau, um sexuelle Aktivitäten zu initiieren, und zog sich danach in sein eigenes Zimmer zurück“.
Obwohl Frauen hauptsächlich die Handhabung der Naginata erlernten, brachen einige Frauen mit der Tradition und lernten andere Techniken, wie z. B. Kenjutsu. Sasaki Rui und Nakazawa Koto sind Beispiele für Frauen, die in der Edo-Periode zu prominenten Schwertkämpferinnen wurden. Während dieser Zeit wurden von Frauen geführte Kenjutsu-Schulen alltäglich, obwohl die Führung dieser Schulen traditionell patrilinear weitergegeben wurde.
Während des Boshin-Kriegs im Jahr 1868 wurde Nakano Takeko, ein Mitglied des Aizu-Clans, auserwählt, Anführerin eines weiblichen Korps „Jōshitai“ (娘子隊 – dt.: Mädchenarmee) zu werden, das sich dem Ansturm von 20.000 Soldaten der kaiserlichen japanischen Armee entgegenstellte. Takeko und ihr etwa 20-köpfiges Korps waren hochqualifizierte Naginata-Kämpferinnen und schlossen sich 3000 anderen Samurai aus dem Hause Aizu für diesen Kampf an. In der Provinz Fukushima steht ein Denkmal, das ihnen zu Ehren errichtet wurde.
Weniger bekannt, aber nicht weniger bemerkenswert waren die Leistungen von Yamamoto Yaeko, Matsudaira Teru und Yamakawa Futaba, die während der Schlacht von Aizu als Kämpferinnen zur Verteidigung der Burg Aizuwakamatsu dienten. Yaeko wurde später eine der ersten zivilen Anführerinnen für Frauenrechte in Japan.
Das Ende der Edo-Zeit war eine Zeit großer politischer Unruhen, die bis in die Meiji-Periode (1868–1912) andauerten. Eine Revolte gegen die Politik der neuen Meiji-Regierung wurde 1877 von Samurai des Hauses Satsuma (Satsuma-Rebellion genannt) angeführt. In den fast 1000 Jahren des Bestehens der Samurai-Klasse haben sich Frauen als letzter Widerstand während einer militärischen Belagerung bewährt. Die letzten Aufzeichnungen über weibliche Samurai, die an Kämpfen teilnahmen, stammen aus der Zeit der Satsuma-Rebellion. Mehrere Onna-musha sollen im Kampf zur Verteidigung der Stadt Kagoshima gekämpft haben. Die Rebellion beendete auch definitiv die Existenz des Kriegerstandes der Samurai, da sich die neue kaiserliche japanische Armee, die aus Wehrpflichtigen ohne Rücksicht auf die soziale Klasse aufgebaut wurde, im Kampf bewährt hatte und hier die Geschichte auch der Onna-musha beendete.

## Bewaffnung

Nakano Takeko hält eine Naginata

Die beliebteste Waffe der Onna-musha war die Naginata, eine vielseitige konventionelle Stangenwaffe mit einer gebogenen Klinge an der Spitze. Die Waffe wurde vor allem wegen ihrer Länge favorisiert, da sie den Kraft- und Körpergrößenvorteil männlicher Gegner ausgleichen konnte.
Die Naginata bildete eine Ergänzung zum Katana und der Yari, da sie im Nahkampf ziemlich effektiv ist, wenn der Gegner in Schach gehalten wird; auch gegen Kavallerie ist sie relativ effizient. Da viele legendäre Onna-musha sie einsetzten, ist die Naginata zur ikonischen Waffe der Kriegerin geworden. Während der Edo-Zeit wurden viele Schulen gegründet, die sich auf die Verwendung der Naginata konzentrierten und ihre Verbindung mit Frauen fortsetzten.
Eine Hauptaufgabe der Onna-musha bestand darin, ihre Häuser vor Plünderern zu schützen, weshalb ein weiterer Schwerpunkt auf Fernwaffen (Gewehre) wie zum Beispiel die Tanegashima-Arkebuse gelegt wurde, die von vorbereiteten Verteidigungspunkten aus abgefeuert werden sollten.

## Vermächtnis und Tradition

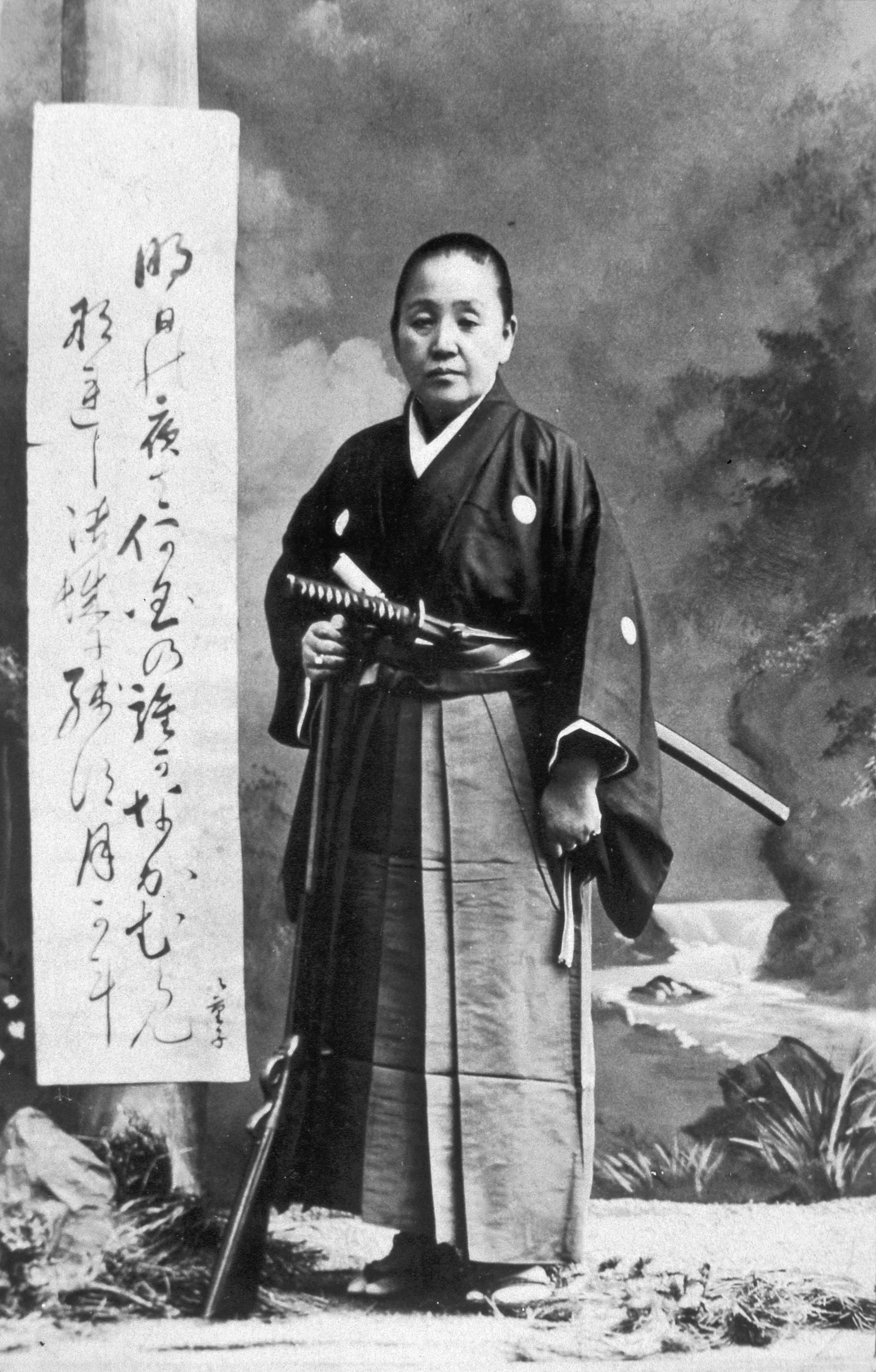
Niijama Yae mit Katana, Gewehr und Waka-Gedicht

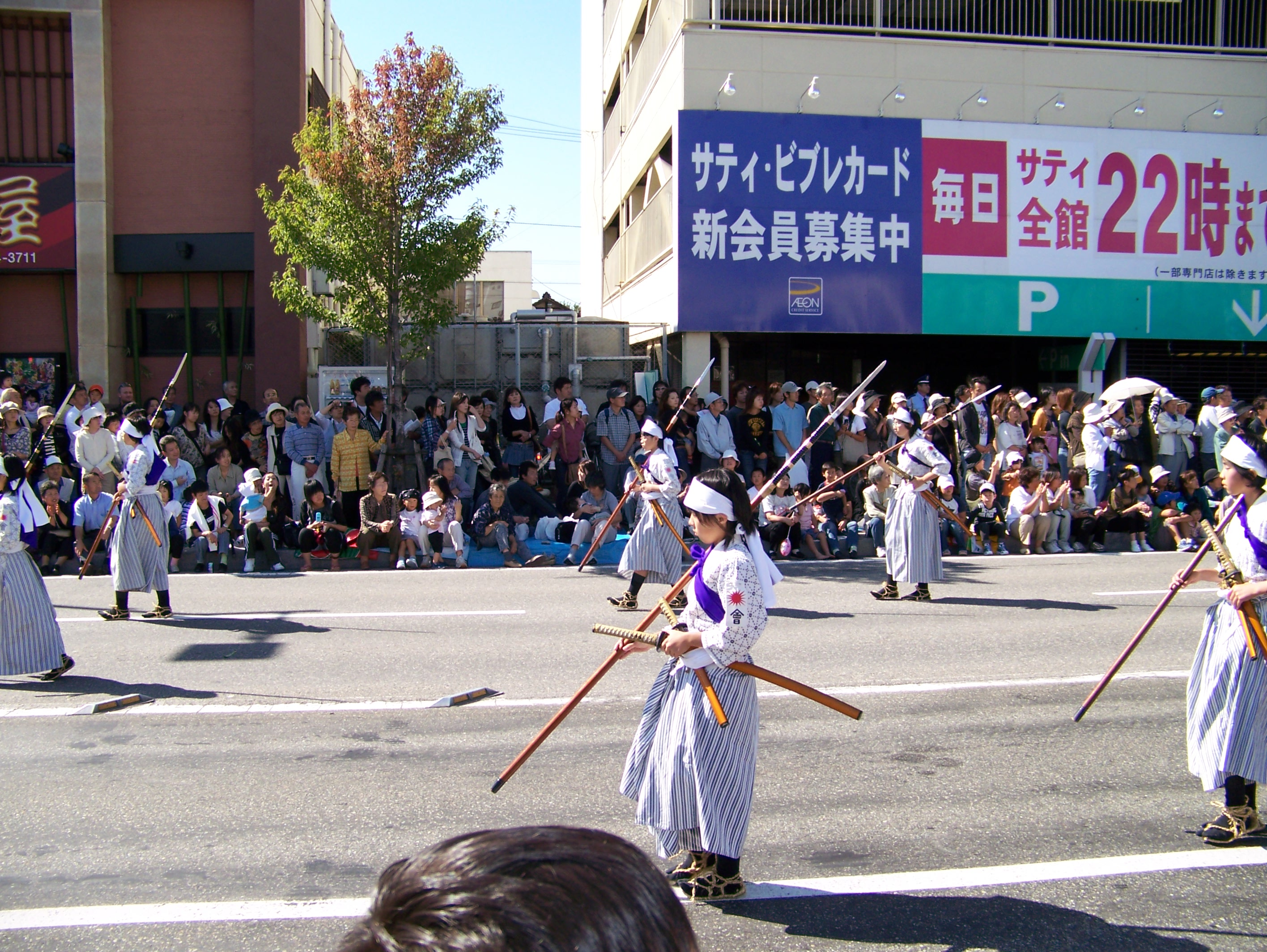
Eine Gruppe von Mädchen ehrt die Jōshitai („Mädchenarmee“) bei der Aizu-Parade (2006)

Das Bild der weiblichen Samurai ist in Kampfkünsten, historischen Romanen, Büchern und der Populärkultur im Allgemeinen nach wie vor präsent. Wie Kunoichi (weiblicher Ninja) und Geisha wird das Verhalten der Onna-musha als das Ideal japanischer Frauen in Filmen, Animes und Fernsehserien dargestellt. Im Westen gewann die Onna-musha an Popularität, als der historische Dokumentarfilm Samurai Warrior Queens auf dem Smithsonian Channel ausgestrahlt wurde. Mehrere andere Kanäle wiederholten den Dokumentarfilm. Das NHK-Drama Naotora: The Lady Warlord war das erste NHK-Drama, in dem die Protagonistin das Oberhaupt eines Samurai-Clans ist. Die NHK-Fernsehserie Yae no Sakura konzentriert sich auf Niijima Yae, die im Boshin-Krieg kämpfte. Die Serie präsentiert auch Nakano Takeko, Matsudaira Teru und andere Onna-musha. Ein weiteres Taiga-Drama, das die berühmte Onna-musha Tomoe Gozen darstellt, ist die 2005 ausgestrahlte Fernsehserie Yoshitsune.
In Japan beeinflussten die weiblichen Samurai Tomoe Gozen und Nakano Takeko die Naginata-Techniken nachhaltig. In den Kampfkunstschulen, egal ob von Männern oder Frauen gegründet, werden die Onna-musha sehr verehrt. Während des jährlichen Aizu-Herbstfestes nimmt eine Gruppe junger Mädchen mit Hakamas und Shiro-Stirnbändern an einer Prozession teil, um an die Leistungen von Nakano und den Jōshitai (Mädchenarmee) zu erinnern. Andere wichtige Vertreterinnen der Onna-musha sind Yamakawa Futaba und Niijima Yae, die zu Symbolen des Kampfes für die Rechte der japanischen Frau wurden. Einige der Onna-musha sind zu Symbolen einer Stadt oder Präfektur geworden. Ii Naotora und Tachibana Ginchiyo werden oft auf Festen in Hamamatsu und Yanagawa geehrt. Die Kriegernonne Myōrin wird in der Stadt Ōita gefeiert, und Ōhōri Tsuruhime ist die Protagonistin der lokalen Folklore und Feste auf der Insel Ōmishima.

## Bekannte Onna-musha

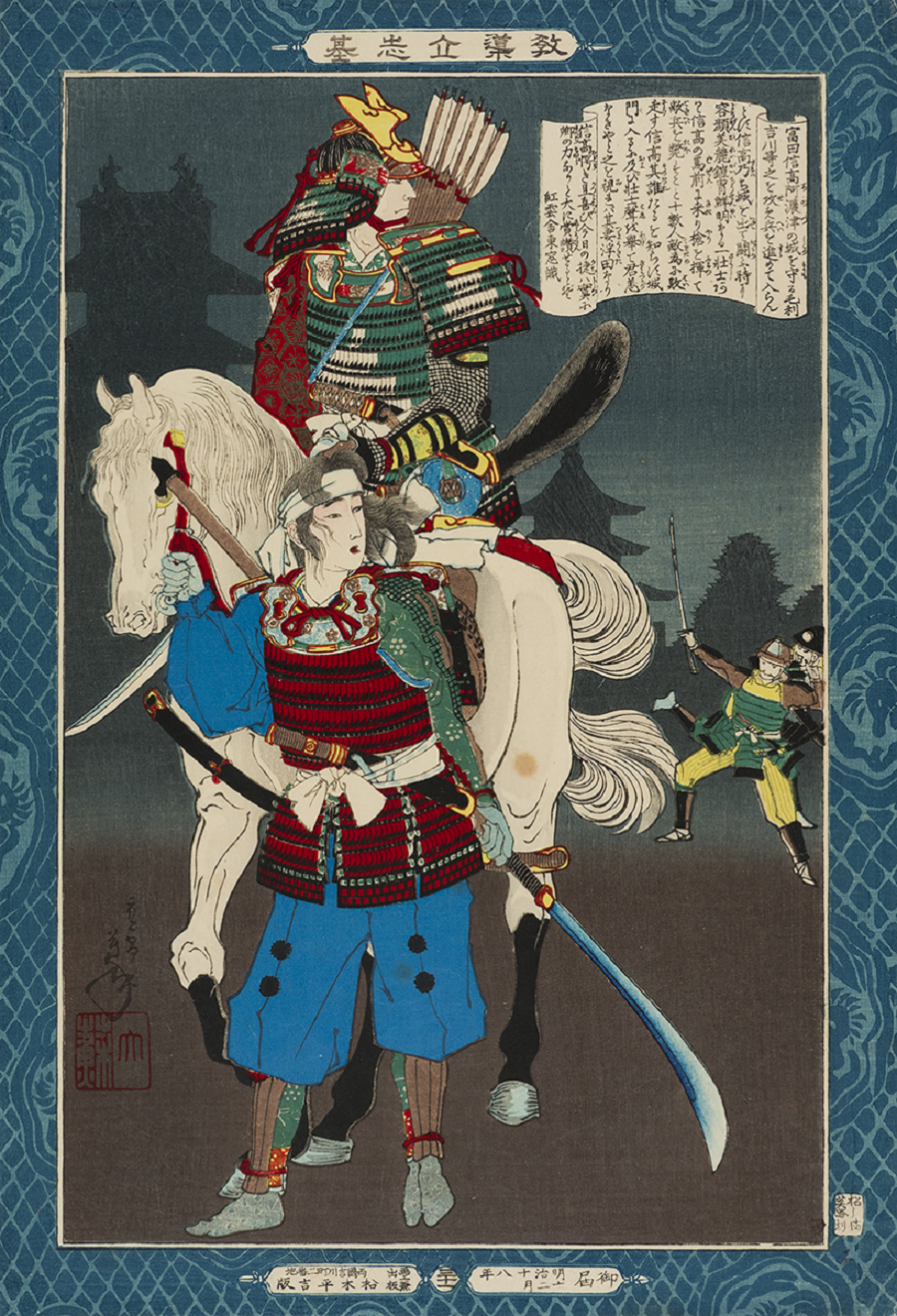
Yuki no Kata verteidigt die Burg Tsu während des Sekigahara-Feldzugs

Einige berühmte Onna-musha mit außergewöhnlichen Einfluss auf die japanische Geschichte und Kultur:
- Jingū: Eine halblegendäre Kaiserin, die an vielen einschneidenden Ereignissen in der japanischen Geschichte beteiligt war und eine Invasion der koreanischen Halbinsel anführte.[48]
- Hangaku Gozen: Eine der relativ wenigen japanischen Kriegerinnen, die allgemein in der Geschichte oder klassischen Literatur bekannt sind. Sie spielte eine herausragende Rolle in der Kennin-Rebellion, einem Aufstand gegen das Kamakura-Shōgunat im Jahr 1201.
- Nakano Takeko: Als Anführerin der Jōshitai (Mädchenarmee) nahm sie am Boshin-Krieg teil und führte mehrere Frauen in einem Angriff gegen die kaiserlichen Streitkräfte an. Aufgrund der Reformen der Meiji-Ära gehörten Takeko und die Frauen von Jōshitai zu den letzten Samurai der Geschichte.[36]
- Niijima Yae: Sie gehörte ebenfalls zu den letzten Onna-musha der Geschichte. Sie kämpfte bei der Verteidigung der Burg Aizu-Wakamatsu im Boshin-Krieg mit ihrem eigenen Spencer-Gewehr. Jahre später wurde sie Erzieherin und diente nach dem Tod ihres Ehemanns als Krankenschwester im Russisch-Japanischen Krieg und im Ersten Japanisch-Chinesischen Krieg, wofür sie zu Lebzeiten mehrfach geehrt wurde.[49]
- Tomoe Gozen: Eine einflussreiche Kriegerin, die in mehreren Konflikten kämpfte, die zur Gründung des ersten Shogunats in Japan führten. Ihr Vermächtnis beeinflusste mehrere Generationen von Samurai.[8]
- Yodo-Dono: Eine Adlige, die Kastellan der Burg Yodo war und später die eigentliche Leiterin der Burg Osaka wurde. Nach dem Tod ihres Mannes Hideyoshi leitete sie viele politische Veranstaltungen. Als Beschützerin von Hideyori (Hideyoshis Sohn) forderte sie den Tokugawa-Clan heraus und führte die Belagerung von Osaka an, die letzte Schlacht der Sengoku-Zeit, die die kriegerischen Auseinandersetzungen für die nächsten 250 Jahre beendete.
- Yamakawa Futaba: Sie diente während der Schlacht von Aizu als Kämpferin zur Verteidigung der Burg Aizuwakamatsu, wurde später Lehrerin und Schulleiterin. Für ihre Arbeit im Bildungsbereich wurde sie 1903 mit dem fünften Rang eines hohen Beamten Kotokan ausgezeichnet.